# Такахаси (город)
Такаха́си (яп. 高梁市 Такахаси-си) — город в Японии, находящийся в префектуре Окаяма. Площадь города составляет 547,01 км², население — 33 356 человек (1 августа 2014), плотность населения — 60,98 чел./км².

## Географическое положение
Город расположен на острове Хонсю в префектуре Окаяма региона Тюгоку. С ним граничат города Содзя, Ибара, Ниими, Манива, Сёбара и посёлки Кибитюо, Дзинсекикоген.

## Население
Население города составляет 33 356 человек (1 августа 2014), а плотность — 60,98 чел./км². Изменение численности населения с 1980 по 2005 годы:
| 1980 | 47 013 чел. |  |
| 1985 | 45 760 чел. |  |
| 1990 | 44 039 чел. |  |
| 1995 | 43 115 чел. |  |
| 2000 | 41 077 чел. |  |
| 2005 | 38 799 чел. |  |

## Символика
Деревом города считается сосна густоцветная, цветком — цветок сакуры, птицей — Megaceryle lugubris.